# Kanton Ajaccio-3
Der Kanton Ajaccio-3 ist seit 1973 ein französischer Kanton im Arrondissement Ajaccio, im Département Corse-du-Sud der Region Korsika. Er besteht aus dem Zentrum der Stadt Ajaccio. 